# Oxalis pocockiae
Oxalis pocockiae är en harsyreväxtart som beskrevs av Harriet Margaret Louisa Bolus. Oxalis pocockiae ingår i släktet oxalisar, och familjen harsyreväxter. Inga underarter finns listade i Catalogue of Life.